# Piekielnik (wieś)

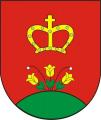
Nieoficjalny herb wsi Piekielnik

Piekielnik (węg. Pekelnik) – wieś w Polsce, położona w województwie małopolskim, w powiecie nowotarskim, w gminie Czarny Dunajec.

## Położenie
Miejscowość położona jest na granicy regionów Kotlina Orawsko-Nowotarska i Beskid Orawsko-Podhalański (północne regiony wsi). Przez miejscowość przebiega Wielki Europejski Dział Wodny. Przepływający przez miejscowość potok Piekielnik uchodzi do Czarnej Orawy znajdującej się w zlewni Morza Czarnego, zaś potoki po wschodniej stronie uchodzą do Czarnego Dunajca znajdującego się w zlewni Bałtyku.

## Nazwa
Nazwa wsi pochodzi od nazwy przepływającego przez nią potoku Piekielnik, jednak ludowa etymologia tłumaczy ją inaczej: "Dawno temu przez tutejsze wioski jechał pewien hrabia. Gdy jechał przez Piekielnik to tam zastał tylko same popioły, co na polach pozostały z pieczenia rzepy – tam był taki popielnik". Inna wersja mówi, że węgierski kronikarz, który ponoć pierwszy opisywał te ziemie, zanotował nazwę Popielnik z powodu złogów spalonego torfu. Torfowiska w tej okolicy płonęły bowiem często, a wgłębne pożary niezmiernie trudno było ugasić. Ze wzniesień nad Piekielnikiem widać panoramę Tatr. W ludowych piosenkach występują piekielnickie bory.

## Historia
Wieś należała do Austro-Węgier do 1918 r. Była zasiedlona i zamieszkiwana przez ludność polską. Według spisu z 1910 Polacy stanowili 97,8% ogółu mieszkańców (1239 osób). Od 1918 r. należy do Polski.
Piekielnik to niegdyś najbogatsza wieś Górnej Orawy, przez wieki jednak błędnie powiązana z Podhalem. Lokowana zapewne na początku II. połowy XVI wieku, wzmiankowany jest po raz pierwszy w inwentarzach Zamku Orawskiego pod rokiem 1567, jako wieś nowo założona przez właścicieli Orawy, Turzonów. W roku 1598 było tu już 20 gospodarstw, jednak na początku XVII w., podobnie jak wiele innych wsi w tym regionie, podupadła na skutek częstych wojen, powstań i najazdów. Położona w bliskim sąsiedztwie dawnej dzierżawy szaflarsko-nowotarskiej cierpiała w trakcie częstych zatargów tej jednostki z właścicielami „państwa orawskiego” o granice, trudno wyznaczalne na płaskim, pozbawionym wyraźnych elementów rzeźby dnie kotliny. Z czasem wieś ponownie się rozrosła: w inwentarzu pod rokiem 1624 wymieniony został sołtys Błażej Piekielnicki z czterema zagrodnikami oraz 27 gospodarzy wraz z kolejnymi czterema zagrodnikami. W latach 30. XVIII w., kiedy działał tu zbójnik Marek z Cichego, była to już ludna i zamożna wieś.
Podobnie jak inne polskie wsie Górnej Orawy Piekielnik był jednolicie katolicki: w roku 1659 komisja, badająca prześladowania katolików na Orawie, doliczyła się w Piekielniku 490 mieszkańców, z których tylko jeden był wyznania protestanckiego. Wieś jednak, mimo zdecydowanie katolickiego charakteru, zgodnie z wolą właścicieli Zamku Orawskiego podlegała formalnie protestanckim parafiom w Jabłonce bądź w Podwilku. Dopiero około 1650 r., to jest od czasu utworzenia katolickiej parafii w Orawce, mieszkańcy wsi zostali do niej włączeni.
Po I wojnie światowej, 5 listopada 1918 r., wieś została przyłączona do Polski. 28 listopada 1918 r. Dekretem Tymczasowego Naczelnika Państwa Józefa Piłsudskiego, przyjętym przez rząd ludowy Jędrzeja Moraczewskiego zarządzone zostały tu wybory powszechne do Sejmu Ustawodawczego na dzień 26 stycznia 1919 r. Przynależność do Polski potwierdziło 31 grudnia 1918 r. polsko-czechosłowackie porozumienie zawarte w Chyżnem wyznaczające przebieg tymczasowej granicy wprost od Babiej Góry do Tatr. Jednakże 13 stycznia 1919 r. na skutek sfingowanego rozkazu naczelnego wodza Sił Sprzymierzonych gen. Ferdynanda Focha, Wojsko Polskie otrzymało nakaz wycofania się z tego terenu i w jego miejsce wkroczyło wojsko czechosłowackie. 27 września 1919 r. Rada Ambasadorów zapowiedziała przeprowadzenie tu plebiscytu, i wiosną 1920 r. teren plebiscytowy (całość Górnej Orawy) znalazł się pod kontrolą Międzysojuszniczej Komisji Rządzącej i Plebiscytowej, ale do plebiscytu nie doszło. Decyzją Rady Ambasadorów z 28 lipca 1920 r. wieś powróciła w granice państwa polskiego.
Od 21 listopada 1939 r. do początku 1945 była okupowana przez Słowację.

## Zabytki
Pierwszy drewniany kościół wzniesiony został w 1749 r. staraniem Jakuba Oskwarka, Zofii Piekielnickiej i Tomasza Dziurczaka, w części wsi zwanej dziś Leligdonowa. W 1787 r. na mocy tzw. reform józefińskich cesarza Józefa II na Orawie erygowano 14 nowych parafii; jedną z nich był Piekielnik. Obecny Kościół, pod wezwaniem św. Jakuba Apostoła, powstał w roku 1878 staraniem ks. Józefa Smółko w miejsce starego, który strawił pożar. W ołtarzu głównym i w ołtarzach bocznych nowego, murowanego kościoła z 1878 roku, stoi sześć barokowych posągów. Barokowe figury Ukrzyżowania z Matką Boską i św. Marią Magdaleną oraz św. Jakubem stoją także we wnękach murowanej piekielnickiej kapliczki. Na cmentarzu zachowały się interesujące, XIX-wieczne kamienne nagrobki.
Do niedawna istniało tu jeszcze kilka XIX-wiecznych kurnych chałup z wyżką – obszernym strychem do przechowywania siana, wystającym nieco poza pion ściany domu. Do dziś uchowała się w środku wsi zaledwie jedna chałupa z wyżką, mocno zniszczona, lecz jeszcze zamieszkana. Obecnie wyżki można spotkać tylko w stodołach.
W latach 1975–1998 miejscowość administracyjnie należała do województwa nowosądeckiego.
W 2016 r. Piekielnik uzyskał wraz z sołectwem Czarny Dunajec w gminie Czarny Dunajec status obszaru ochrony uzdrowiskowej („Obszar Ochrony Uzdrowiskowej Czarny Dunajec”).

## Kultura
We wsi jest używana gwara orawska, zaliczana przez polskich językoznawców jako gwara dialektu małopolskiego języka polskiego, przez słowackich zaś jako gwara przejściowa polsko-słowacka.